# Rio Paranaíba
Pour les articles homonymes, voir Rio Paranaíba (homonymie).
Le rio Paranaíba est une rivière brésilienne et un affluent du rio Paraná.

## Toponymie
Le nom Paranaíba vient de la língua geral paulista, il peut être traduit par « fleuve mauvais », paraná signifiant « fleuve » et aíba signifiant « mauvais ».

## Géographie
La source du rio Paraná se trouve dans l'État du Minas Gerais dans les monts de Mata da Corda, municipalité de Rio Paranaíba, à une altitude de 1 148 mètres. Sur l'autre flanc de cette montagne se trouvent les sources de la rivière Abaeté, tributaire du rio São Francisco.  
La longueur du rio Paranaíba est approximativement de 1 000 km jusqu'à sa jonction avec le rio Grande, là où ensemble ils forment le rio Paraná,, à l'endroit où se joignent les frontières des trois États de São Paulo, Minas Gerais et Mato Grosso do Sul.
Il marque la limite sud-est de l'État du Goiás, avec celui du Minas Gerais. Parmi ses affluents, il y a le rio Meia Ponte et le rio São Bartolomeu, ce dernier prenant sa source dans le District fédéral, près de la zone urbaine de Brasilia : il s'agit de l'affluent ayant la source la plus distante du rio Paranaíba.
Le bassin du Paranaíba draine une superficie d'environ 220 000 kilomètres carrés, avec près de 8,5 millions d'habitants dans 196 municipalités, en plus du district fédéral. Il comprend cinq municipalités dans le Mato Grosso do Sul, 55 dans le Minas Gerais, où il occupe 12,2 % du territoire, et 136 dans le Goiás, où il est le principal bassin en termes de superficie et d'occupation humaine.